# 植民地法有効化法
植民地法有効化法 (しょくみんちほうゆうこうかほう、英語: Colonial Laws Validity Act 1865) は1865年制定のイギリス議会の法律である。正式名称は「植民地法の有効性に関する疑義を除去する法律」という。本法は植民地の立法権の独立を広範囲に認めるものであり、1931年にウェストミンスター憲章が制定されるまで、イギリス・自治領それぞれの法域を定義する基礎であった。

## 概要
植民地法有効加法の目的は、地方（植民地）とイギリス（「帝国」）の法律のあいだの齟齬の一切を除去することにある。本法によって、適切な手続きによって成立した植民地の立法は、その域内に限り完全な効力を有することが承認された。ただし、その場合もイギリス議会は本国以外の植民地にも通用する権力を有するとされ、英国議会の法律に矛盾しない範囲でのみ植民地の立法は効力を有するとされた。本法は植民地の立法府の地位を向上させる意味をもつ一方で、それでも究極的にはイギリス議会に従属していることを明確にした。
本法が成立するまで、イギリスの法律に違反するとか、英国議会はイギリスの法律が植民地においても有効であるとは意図していないというような理由で、植民地の立法が植民地の裁判所によって否定されることがあった。これが特に問題になったのが南オーストラリアである。南オーストラリアでは最高裁判所のベンジャミン・ブースビー判事が、1850年代から60年代にかけて植民地政府の立法を次々に無効と宣言していた。これがきっかけとなって、この種の不都合を解決するために植民地化有効法が制定された。

## その後の歴史
1920年代半ばまでには、自治領は立法上の自立性を有することがイギリス政府によって承認されるようになっていた。これが正式に法制化されたのは、1931年のウェストミンスター憲章によってである。これによって、自治領に限っては植民地有効化法は廃止されることになった。
ただしオーストラリア、ニュージーランド、ニューファンドランドでは各国議会で別に立法されない限り、憲章中の一部の節（第2、3、4、5、6節）は適用されないとされた。
オーストラリアでウェストミンスター憲章が全面的に有効となったのは1942年のことである。ウェストミンスター憲章採択法（1942年）の結果、オーストラリアでは第二次世界大戦が始まった1939年9月3日に遡って、これが有効とみなされるようになった。オーストラリアの個々の州では、1986年に1986年オーストラリア法（オーストラリア憲法の一部）が施行されるまで植民地有効化法も有効であった。
ニュージーランドでは、ウェストミンスター憲章採択法（1947年）によって、憲章が全面的に有効となった。
ニューファンドランドは世界恐慌によって財政が悪化し、1934年に自治領からイギリスの直接統治に戻っていた。その後は1949年にカナダ連邦に加入しているので、採択法は結局作られなかった。